# امیرحسین شجاعی
امیرحسین شجاعی عکاس سینما و اهل کشور ایران است. وی به خاطر عکاسی فیلم رگ خواب، برندهٔ سیمرغ بلورین بهترین عکاس از سی و پنجمین جشنواره فیلم فجر شد.

## عکاسی فیلم
- برادران لیلا (۱۴۰۰)
- قهرمان (۱۳۹۹)
- سریال قورباغه (۱۳۹۸)
- قاتل و وحشی (۱۳۹۸)
- متری شیش و نیم (۱۳۹۷)
- مغزهای کوچک زنگ زده (۱۳۹۶)
- عرق سرد (۱۳۹۶)
- اتاق تاریک (۱۳۹۶)
- شهرزاد (فصل اول) (۱۳۹۵)
- بدون تاریخ، بدون امضاء (۱۳۹۵)
- شعله‌ور (۱۳۹۵)
- ویلایی ها (۱۳۹۵)
- ابد و یک روز (۱۳۹۴)
- رگ خواب (۱۳۹۴)
- ۵۰ قدم آخر (۱۳۹۲)
- آرایش غلیظ (۱۳۹۲)
- آشغال‌های دوست داشتنی (۱۳۹۱)
- سر به مهر (۱۳۹۱)
- زندگی خصوصی آقا و خانم میم (۱۳۹۰)
- ملکه (۱۳۹۰)
- سریال وضعیت سفید (۱۳۸۸)

## جوایز و عناوین
- برندهٔ سیمرغ بلورین بهترین عکاسی  سی و پنجمین دوره جشنواره فیلم فجر[نیازمند منبع]